# Plano dos Centenários

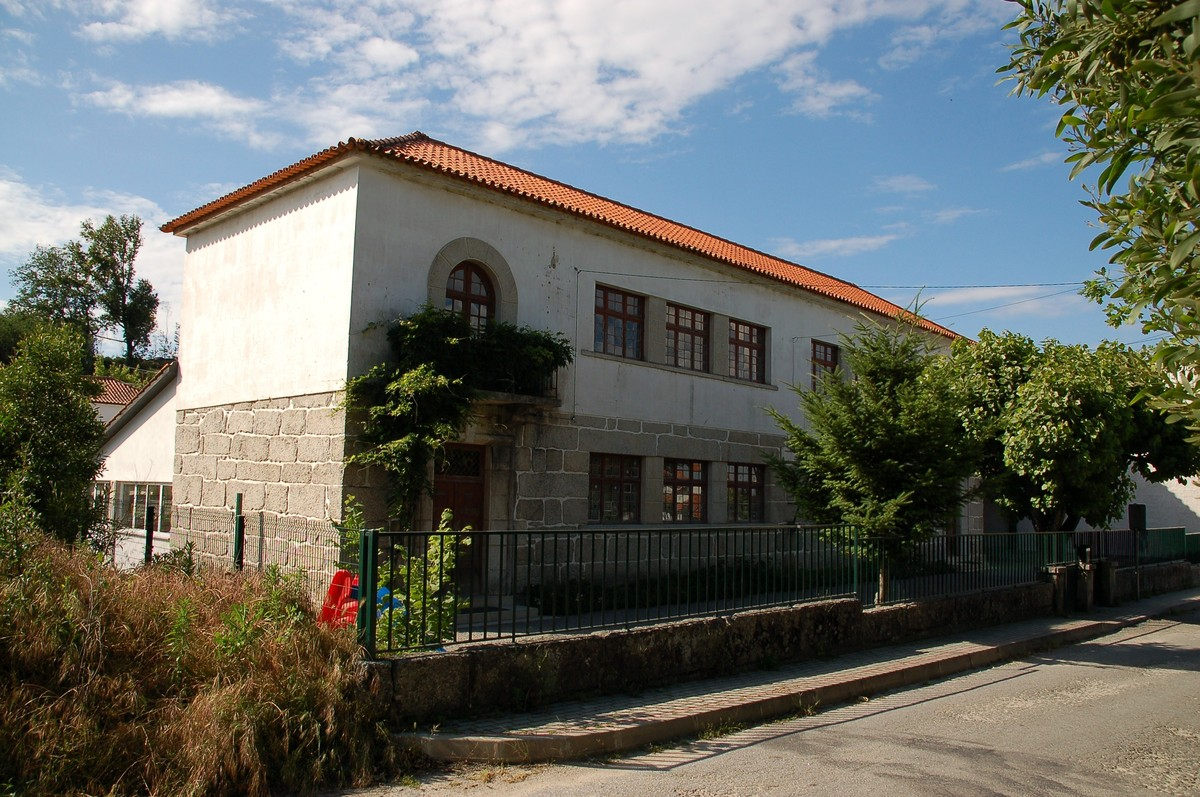
Escola do Plano dos Centenários - atual Escola Básica de Treixedo, Santa Comba Dão.

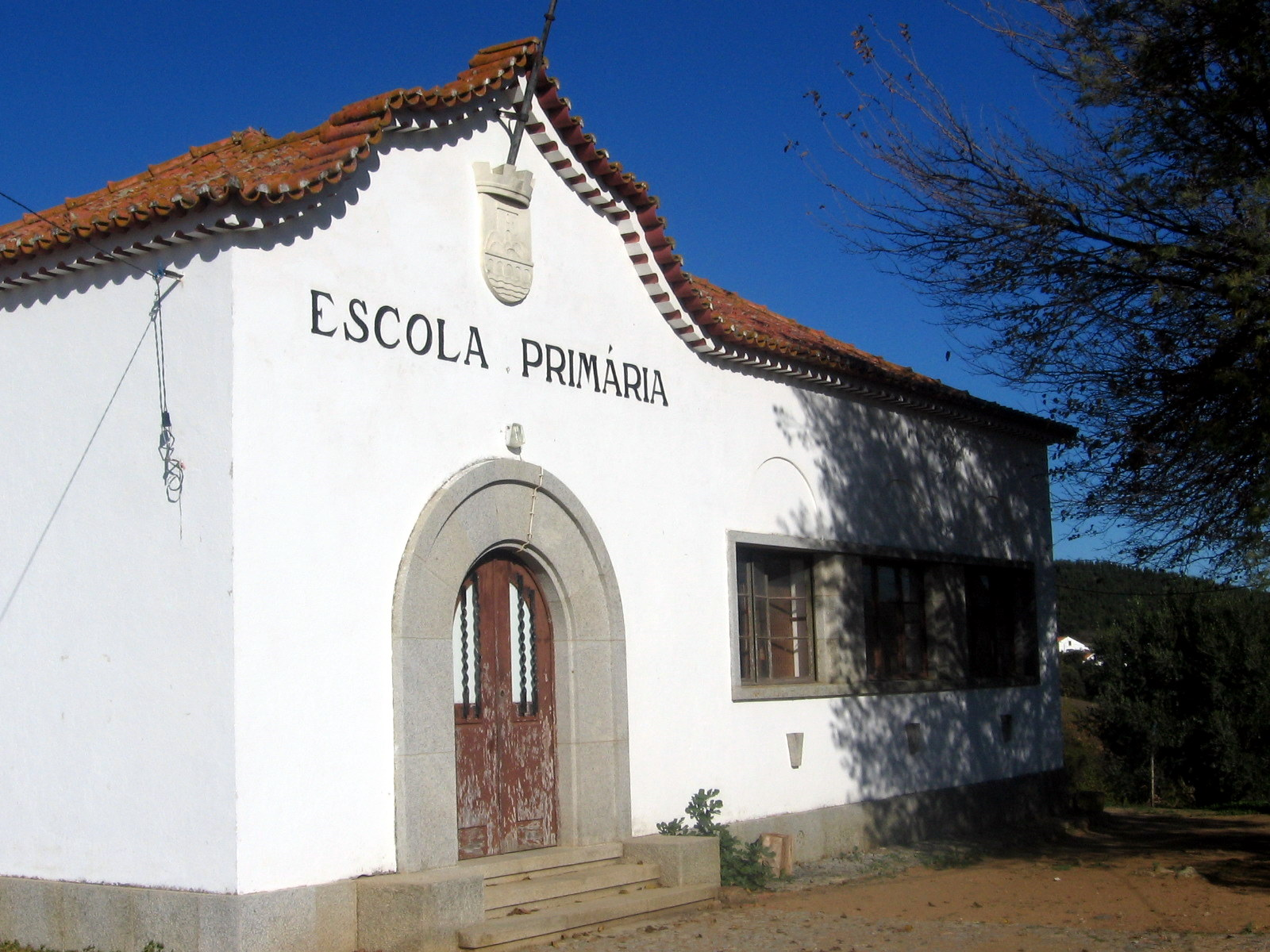
Antiga Escola Primária de São Brissos, Montemor-o-Novo.

O Plano dos Centenários constituiu um projeto de construção de escolas em larga escala, levado a cabo pelo Estado Novo em Portugal, entre 1941 e 1969. O plano deve o seu nome ao terceiro centenário da Restauração da Independência e ao oitavo centenário da Independência de Portugal, comemorados, respetivamente em 1940 e 1943.

## História
O Plano dos Centenários foi lançado pelo governo de Salazar, em 1940 (Decreto-Lei n.º 1985, de 17 dezembro de 1940), sendo a sua elaboração atribuída a uma Comissão Central que funcionava junto da Direcção-Geral do Ensino Primário do Ministério da Educação Nacional, com representantes dos ministérios do Interior e das Obras Públicas e Comunicações e com a colaboração dos diversos presidentes de câmaras municipais, diretores escolares dos distritos e delegados escolares dos concelhos. O Plano tinha como objetivo abranger a organização e a instalação de todos os estabelecimentos de ensino primário necessários à instrução do Povo Português, de modo que nenhuma criança deixasse de ter escola ao seu alcance e que cada escola tivesse edifício próprio e devidamente apropriado para o seu funcionamento.
A construção das escolas foi levada a cabo pela Direcção-Geral dos Edifícios e Monumentos Nacionais do Ministério das Obras Públicas. No âmbito do Plano dos Centenários, até ao final da década de 1950, foram construídos mais de 7000 edifícios escolares novos, que incluíam um total superior a 12 000 salas de aula. A construção de escolas em larga escala continuou até meados da década de 1960. Quase todas as cidades, vilas e aldeias de Portugal passaram a dispor de uma ou mais escolas do Plano dos Centenários, o que permitiu diminuir acentuadamente o analfabetismo e aumentar o ensino obrigatório de três para quatro anos em 1960 e para seis anos em 1967.
Grande parte das escolas do Plano dos Centenários ainda estão hoje em funcionamento como escolas básicas do 1º ciclo. Na década de 1990, no entanto, muitas começaram a ser  desativadas, por um lado devido à falta de alunos decorrente da desertificação das regiões do interior e por outro no âmbito da política de concentração dos alunos do 1º ciclo do ensino básico em escolas de maior dimensão. Algumas das escolas desativadas foram convertidas para outros fins, sendo transformadas em museus, restaurantes, estabelecimento hoteleiros e outros.

## Arquitetura
As escolas do Plano dos Centenários, com a sua arquitetura típica, acabaram por se tornar numa imagem de marca de Portugal, existindo pelo menos um exemplar em quase todas as povoações do país.
As escolas foram construídas, segundo o estilo arquitetónico conhecido como "Português Suave", incorporando caraterísticas da arquitetura tradicional. Foram estabelecidas tipologias-base, que seriam adaptadas às condições locais, segundo o número de alunos a receber e o clima da região. Normalmente, cada escola englobava duas ou quatro salas de aula, uma cozinha, instalações sanitárias e um alpendre.
Os projetos, baseavam-se nos projetos-tipo regionalizados de escolas primárias, aprovados pela Direcção-Geral dos Edifícios e Monumentos Nacionais em 1935 e elaborados pelos arquitetos Raul Lino e Rogério de Azevedo. O primeiro arquiteto projetou os edifícios destinados às regiões do Sul e o segundo às regiões do Norte. As escolas seriam construídas em série, mas cada escola seria adaptada às caraterísticas da arquitetura local, tendo em conta os materiais aplicados e as condições climatéricas.
Para aplicação ao Plano dos Centenários, os projetos de Raul Lino e de Rogério de Azevedo seriam revistos pelos arquitetos Manuel Fernandes de Sá, Joaquim Areal, Eduardo Moreira dos Santos e Alberto Braga de Sousa.